# Politika Severne Koreje
Politika Severne Koreje poteka v okviru uradne državne komunistične filozofije Džuče, koncepta, ki ga je ustvaril Hwang Jang-yop in kasneje pripisal Kim Il-sungu. Teorija ideologije Džuče je prepričanje, da je resnični socializem mogoče doseči le s samozavestjo in močno neodvisno državo.    
Politični sistem Severne Koreje je zgrajen na načelu centralizacije. Medtem, ko severnokorejska ustava uradno zagotavlja zaščito človekovih pravic, so v praksi zapisane stroge omejitve svobode izražanja, vlada pa pozorno nadzoruje življenja severnokorejskih državljanov. Mediji so v državi najbolj strogo nadzorovani in lahko poročajo le dobre novice. Severnokorejski državljani pa ne smejo izražati mnenj, ki se razlikujejo od voditelja države, ne smejo potovati v tujino in ne smejo uporabljati družbenih omrežij kot npr. Facebook, hkrati pa morajo imeti doma obešeno voditeljevo sliko. Že za majhne prekrške so lahko obsojeni na zaporno ali celo smrtno kazen. Ustava opredeljuje Severno Korejo kot "diktaturo ljudske demokracije" pod vodstvom Delavske stranke Koreje (WPK), ki ima pravno prevlado nad drugimi političnimi strankami. Generalni sekretar WPK je običajno vrhovni vodja, ki nadzoruje predsedstvo WPK, politbiro WPK, sekretariat WPK in osrednjo vojaško komisijo WPK, zaradi česar je nosilec funkcije najmočnejša oseba v Severni Koreji.
WPK je vladajoča stranka Severne Koreje. Na oblasti je od svoje ustanovitve leta 1948. Obstajata tudi dve manjši politični stranki, ki pa sta pravno zavezani, da sprejmeta vladajočo vlogo WPK. Z WPK sestavljata ljudsko fronto, znan kot Demokratična fronta za združitev domovine (DFRF). Volitve potekajo samo v tekmah enega kandidata, kjer kandidata dejansko predhodno izbere WPK. 
Poleg strank obstaja več kot 100 množičnih organizacij, ki jih nadzoruje WPK.Tisti, ki niso člani WPK, se morajo pridružiti eni od teh organizacij. Med njimi so najpomembnejši Kimilsungist-Kimdžongilist Youth League, Socialistična ženska zveza Koreje, Generalna federacija sindikatov Koreje in Zveza kmetijskih delavcev Koreje. Te štiri organizacije so tudi članice DFRF.
Kim Il-sung je vladal državi od ustanovitve leta 1948 do svoje smrti julija 1994, od leta 1949 do 1994 pa je imel funkcije generalnega sekretarja WPK (od 1949 do 1972 je bil imenovan kot predsednik), premierja Severne Koreje od 1948 do 1972 in predsednika od 1972 do 1994. Nasledil ga je sin Kim Džong-il. Medtem, ko je bil mlajši Kim od osemdesetih let dvajsetega stoletja imenovani naslednik njegovega očeta, je potreboval tri leta, da je utrdil svojo moč. Leta 1997 je bil imenovan na očetovo staro mesto generalnega sekretarja, leta 1998 pa je postal predsednik komisije za nacionalno obrambo (NDC), ki mu je dala poveljevanje oboroženim silam. Ustava je bila spremenjena tako, da je predsedstvo NDC "najvišje mesto v državi." Hkrati je bilo predsedniško mesto izpisano iz ustave, Kim Il-sung pa je bil imenovan za "večnega predsednika republike", da bi za vedno počastili njegov spomin. 
Zunanji opazovalci na splošno gledajo na Severno Korejo kot na stalinistično diktaturo, pri čemer zlasti opozarjajo na dodelan kult osebnosti okoli Kim Il-sunga in njegove družine. WPK, ki ga vodi član vladajoče družine, ima oblast v državi in vodi Demokratično fronto za združitev domovine, katere člani morajo biti vsi politični uradniki. Vlada je v svoji ustavi formalno nadomestila vsa sklicevanja na glavno komunistično ideologijo marksizmo-leninizem z lokalno razvitim konceptom ideologije Džuče ali samozaupanja. Kim Džong-il je ustvaril poudarek na Songunu ali filozofiji "najprej vojaški" in vse omembe komunizma so bile odstranjene iz severnokorejske ustave leta 2009. Pod vodstvom Kima Džong-una je terminologija, kot je socialistična ekonomija, ponovno v običajni rabi.